# 청도 동산리 처진소나무
청도 동산리 처진소나무는 대한민국 경상북도 청도군 매전면 동산리에 있는 처진소나무이다. 대한민국의 천연기념물 제295호로 지정되어 있다.